# Rada Narodowa Rzeczypospolitej Polskiej
Rada Narodowa Rzeczypospolitej Polskiej – organ konsultacyjny i opiniodawczy prezydenta i rządu RP na uchodźstwie, funkcjonujący w latach 1939–1991.

## Okres II wojny światowej
Rada została ustanowiona dekretem Prezydenta RP Władysława Raczkiewicza z 9 grudnia 1939 r. we Francji. 
Członkowie Rady zostali powołani przez prezydenta 21 grudnia 1939 r. Byli to: Ignacy Jan Paderewski, Tadeusz  Bielecki, Jan Brandys, Arka Bożek, Tytus Filipowicz, Józef Gawlina, Jan Jaworski, Stanisław Jóźwiak, Herman Lieberman, Stanisław Mackiewicz, Stanisław Mikołajczyk, Zygmunt Nowakowski, Ignacy Schwarzbart, Tadeusz Tomaszewski, Zofia Zaleska i Lucjan Żeligowski.
Przewodniczącym Rady został Ignacy Jan Paderewski, a wiceprzewodniczącymi: Tadeusz Bielecki (Stronnictwo Narodowe), Stanisław Mikołajczyk (Stronnictwo Ludowe) i Herman Lieberman (Polska Partia Socjalistyczna). 
W skład rady powołano m.in. przedstawicieli partii, które przed wojną znajdowały się w opozycji do sanacji a na emigracji poparły rząd Władysława Sikorskiego: SN, SL, PPS i Stronnictwa Pracy.
W sumie z dwudziestu powołanych ostatecznie do Rady członków wchodziło po trzech ze stronnictw politycznych, siedmiu bezpartyjnych i jeden przedstawiciel ludności żydowskiej. Została rozwiązana po zawarciu 30 lipca 1941 układu Sikorski–Majski, którego podpisanie spotkało się z ostrym sprzeciwem rady. Reaktywowana została w lutym 1942 pod przewodnictwem Stanisława Grabskiego. Tym razem prezydent powołał w jej skład 31 osób: po 5 przedstawicieli stronnictw, 9 bezpartyjnych i 2 reprezentujących ludność żydowską.
Po niekorzystnych dla Polski ustaleniach mocarstw na konferencji jałtańskiej w lutym 1945 roku, co wywołało przewlekły kryzys w pracach rady, prezydent zmuszony był ją rozwiązać 21 marca.

## Po II wojnie światowej
W 1949 roku trzecią radę powołał Prezydent RP na uchodźstwie August Zaleski. Jej kolejnymi przewodniczącymi byli: Tytus Filipowicz, Zygmunt Podhorski i Franciszek Wilk. Z dniem 15 grudnia 1953 zmieniona została nazwa na Rada Rzeczypospolitej Polskiej.
17 grudnia 1957 Prezydent RP zarządził rozwiązanie, otwartej 18 grudnia 1954, Rady RP wobec upływu jej trzyletniej kadencji. Następnego dnia wydłużył okres trwania kadencji Rady z trzech do pięciu lat, a 20 grudnia tego roku przedłużył ważność wyborów członków Rady RP dokonanych 7 listopada 1954, na okres kadencji następnej Rady. 7 listopada 1970 rozwiązał Radę RP.
5 listopada 1971 powołał, na okres przejściowy, Radę Stanu Rzeczypospolitej Polskiej, a 24 marca 1972 powołał 26 jej członków. 12 lipca 1972 Stanisław Ostrowski rozwiązał Radę Stanu RP, która „spełniła swoje zadanie zjednoczenia emigracji politycznej”. 1 sierpnia tego roku Stanisław Ostrowski utworzył Komisję Tymczasową okresu przejściowego, „działającą w oparciu o zasady porozumienia aż do chwili ukonstytuowania się przedstawicielstwa narodowego”.
29 maja 1973 powołał Radę Narodową RP „na czas aż do odzyskania przez Polskę niepodległości”. 10 kwietnia 1978 rozwiązał Radę Narodową RP z dniem 28 maja 1978 z uwagi na upływ kadencji oraz zwołał Radę Narodową RP w dniu 30 maja 1978 na nową kadencję. 17 maja 1978 zwołał Radę Narodową RP na dzień 17 czerwca 1978, na pierwsze posiedzenie w nowej kadencji.
21 czerwca 1979 Prezydent RP Edward Raczyński utworzył Oddział Rady Narodowej RP na obszarze Republiki Federalnej Niemiec. 18 października 1982 utworzył Oddział Rady Narodowej RP na obszarze Kanady. 30 listopada 1983 zwołał Radę Narodową RP na dzień 17 grudnia 1983, na pierwsze posiedzenie w nowej kadencji. 3 grudnia 1988 Kazimierz Sabbat rozwiązał z dniem 17 grudnia 1988 Radę Narodową RP wobec upływu kadencji.
22 maja 1989 Prezydent RP Kazimierz Sabbat zwołał Radę Narodową RP na dzień 10 czerwca 1989 na pierwsze posiedzenie w nowej kadencji. Ostatecznie Rada rozwiązała się w 1991 roku, w obliczu przeprowadzenia w Polsce pierwszych po wojnie całkowicie wolnych wyborów do Sejmu i Senatu.